# David Jewett

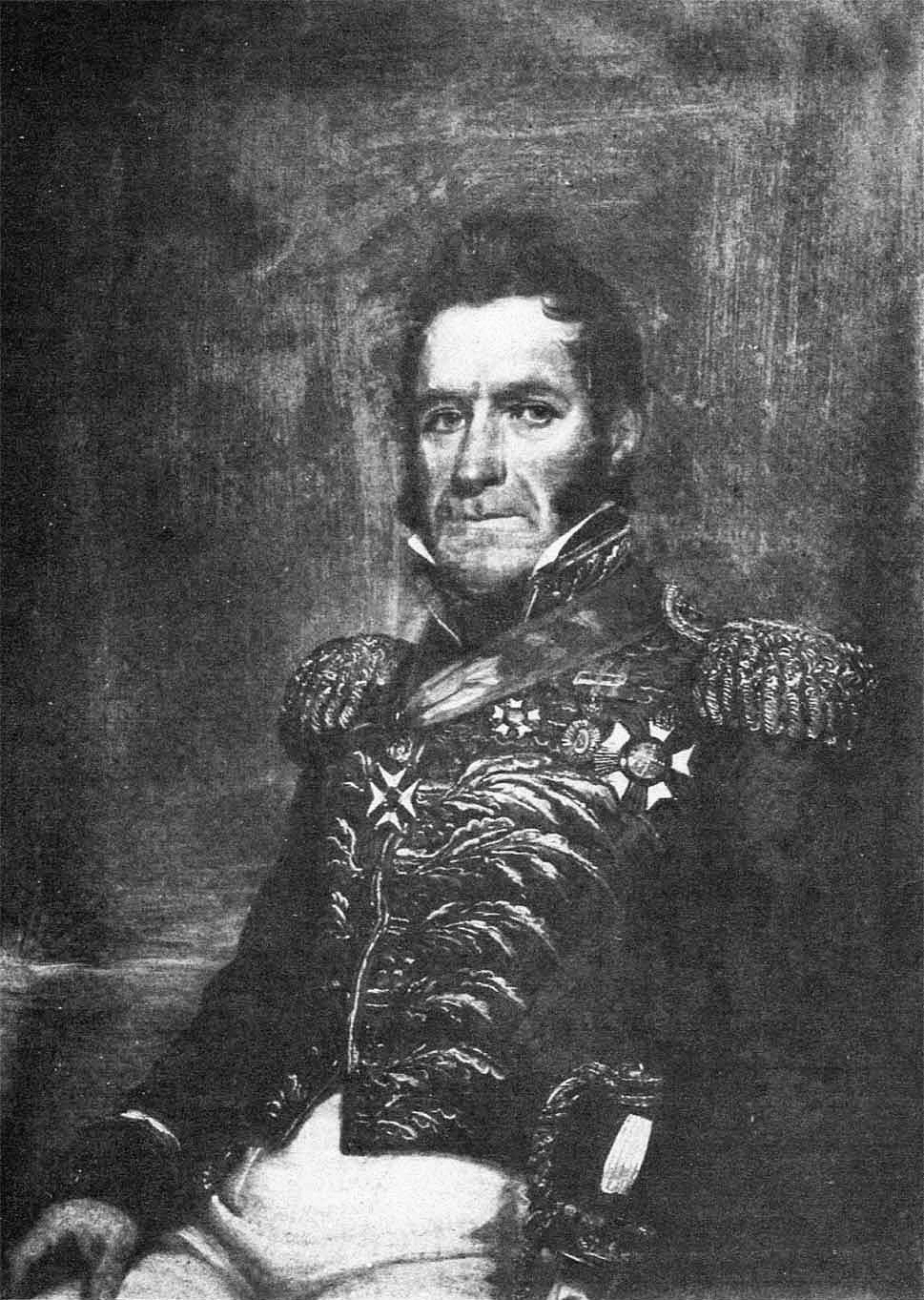

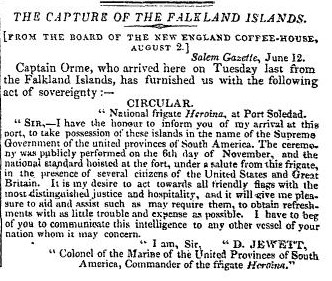
A notícia da ocupação Jewett das ilhas Malvinas foi publicada no The Times em 3 de Agosto de 1821.

David Jewett (17 de junho de 1772 - 26 de julho de 1842) foi um militar da América do Norte conhecido por seu papel na disputa da soberania das Ilhas Malvinas entre o Reino Unido e Argentina. No 06 de novembro de 1820 tomou posse das Ilhas Malvinas. Ele foi um comandante naval americano na Quase-Guerra com a França e após a conclusão desse conflito ofereceu seus serviços como mercenário na Argentina e no Brasil. Licenciado como corsário pelas Províncias Unidas do Rio da Prata (um dos estados precursores da Argentina) para apreender navios espanhóis, foi mais tarde foi acusado de pirataria. Terminou a sua carreira na Marinha do Brasil, servindo ao Lorde Cochrane e morreu no Rio de Janeiro em 1842.